# میرندا

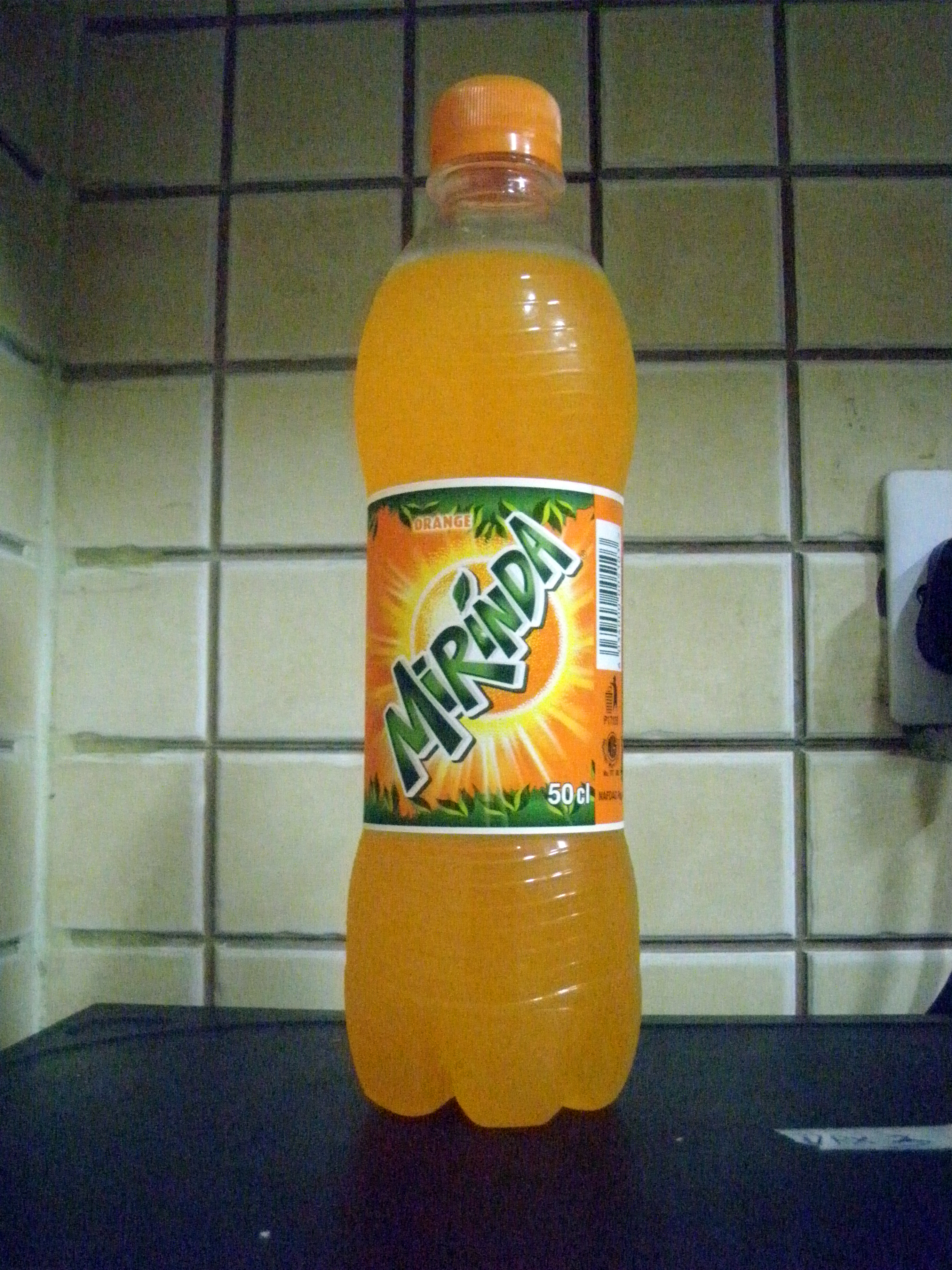
نوشابه پرتقالی میراندا

میرندا، نام تجاری برای نوعی نوشابه غیرالکلی است که اساس آن در اسپانیا به وجود آمد و در سطح جهان گسترده شد. این نوشابه‌ها با طعم‌های مختلفی مانند پرتقال، گریپ فروت، سیب، توت‌فرنگی، آناناس، موز، لیمو، انگور و چندین طعم دیگر ارائه می‌شوند. لغت میرندا در زبان اسپرانتو به معنی قابل تحسین و شگفت‌انگیز است. این نوشیدنی در سال ۱۹۹۰ میلادی معرفی شد و صاحب نام و سازنده آن پپسی کو است.
این محصول در ایران توسط شرکت نیسان شرق تولید می‌شود.